# Palcapachylus
Palcapachylus is een geslacht van hooiwagens uit de familie Gonyleptidae.
De wetenschappelijke naam Palcapachylus is voor het eerst geldig gepubliceerd door Roewer in 1952. 

## Soorten
Palcapachylus omvat de volgende 2 soorten:
- Palcapachylus bicalcariventris
- Palcapachylus peruvianus